# Geaderde grasmot
De geaderde grasmot (Pediasia aridella) is een vlinder uit de familie grasmotten (Crambidae). De wetenschappelijke naam van de soort werd, als Tinea aridella, in 1788 door Carl Peter Thunberg gepubliceerd. De spanwijdte van de vlinder bedraagt tussen de 20 en 26 millimeter. De soort overwintert als rups.

## Ondersoorten
- Pediasia aridella aridella (de in Nederland en België bekende ondersoort)
- Pediasia aridella caradjella (Rebel, 1907)
- Pediasia aridella edmontella (McDunnough, 1923)

## Waardplanten
De geaderde grasmot heeft soorten uit de grassenfamilie als waardplanten.

## Voorkomen in Nederland en België
De geaderde grasmot is in Nederland en in België een schaarse soort, vooral uit de kuststreek. De soort heeft jaarlijks één generatie die vliegt van juni tot september.